# 教父 (電影)
《教父》是一部1972年的美國黑幫電影，根據馬里奧·普佐的1969年同名小說改編，法蘭西斯·柯波拉執導，由馬龍·白蘭度和艾爾·帕西諾主演。
本片開拍時，集失意導演、過氣明星、與無名新人等令眾人不看好的因素。片方亦嘗試進一步削減經費並干涉選角，終在導演的堅持下依其預想完成，成為當年的票房黑馬及影史經典。除兩代教父成為影史傳奇外，眾多配角日後亦各有一片天。即使是導演臨時抓差的業餘演員，也有亮眼的表現。
《教父》是《教父三部曲》的第一集，掀起幫派電影的新潮流，獲得第45屆奧斯卡金像獎最佳電影、最佳男主角及最佳改編劇本三大獎項，被視為是經典電影之一。本片架構嚴謹，劇情支線都完整演繹並匯集至主線敍事，邊緣性角色亦皆有深刻的性格刻劃。《教父》長年佔據在網際網路電影資料庫（IMDb）的史上最佳250部電影名單前列。多年獲影迷票選為第二名，而其續集《教父2》則獲得第三名。

## 劇情
1945年，二次大戰結束後，紐約市柯里昂家族的族長、最有勢力的美國黑手黨教父之一维托·柯里昂，女兒康妮出嫁卡洛，婚禮中冠蓋雲集，為避嫌而不便前往的政治人物亦送禮致賀。维托的兒子們亦各有任務。脾氣暴烈的長子桑尼帶同小頭目克雷曼沙及其左右手保利維護秩序，驅散閒雜人等，羞辱前來取證的政府聯邦調查局探員，還趁空偷情。幼子陸戰隊軍官麥可·柯里昂由遠方帶回自己的女友凱伊·亞當斯見家人。他全身戎裝，與西裝革履的其餘賓客恰成對比。兩人在僻靜的角落談心，別人也不去打擾。麥可向女友介紹自己令人聞之生畏的家族。但堅稱自己不是黑道中人：「那是我的家族，不是我。」整個婚禮事務及賓客都由教父的西西里「友人」包辦，盎格魯撒克遜裔的凱伊顯得與眾不同。唯無所事事的庸懦二哥弗雷多在四處遊走之餘，友善地問候了兩人，間接承認凱伊的女友地位。
身為家族軍師的養子湯姆·黑根則在書房兼辦公室裏，陪同维托聆聽著同鄉們的請求。因為依西西里習俗，女兒出閣的大老必須接受鄉親的請託。葬儀社老闆包納薩拉描述女兒的不幸，願出重金以求懲治輪姦不果繼而重傷其女的惡徒們，但教父不為所動，亦拒絕報酬，只願以此「人情」令不欲涉及江湖事的包納薩拉歸順他，日後禮尚往來。维托也答應幫助另一位蛋糕店老闆，使其未來的女婿安索續居美國，不被移民局驅逐出境。维托的教子強尼·馮塔納也在此尋求幫助，馮塔納是一位著名的藝人，為了獲得一個好萊塢電影角色而哭訴，维托厲斥馮塔納的軟弱，並迅速派遣湯姆向電影制片人杰克·沃爾茨關說。
維托還另外接見了一些人，如行事一板一眼的殺手布拉西。布拉西以心狠手辣聞名，人人聞之色變，卻對教父奉若神明，將獲得教父接見，視為無上光榮。而跑腿的小卒保利眼紅於禮金數目，慨嘆自己財運不佳。
湯姆親赴洛杉磯游說沃爾茨，提出柯里昂家族可以幫助沃爾茨解決工會問題，或者避免他旗下藝人染上毒癮的事上報紙。沃爾茨卻因馮塔納拐跑了他心愛的女演員而斷然拒绝，並強勢回應絕不畏惧黑道的威嚇，因為他認識胡佛局長。隔日，沃爾茨在床上醒來时，驚覺自己最珍爱種馬的斷頭正血淋淋地跟自己一起裹在床單裡，立刻崩潰屈服。
教父處理完馮塔納的事情後，喜歡用刀（暴力）解決事情的毒梟索拉索上門拜會。因為維托供養了許多國會的參議員、眾議員，在政壇力量極大，索拉索想與維托洽談合作販毒，條件豐厚，桑尼亦為之心動。但維托認為對方背後勢力不明，不敢輕諾，便明言「盜亦有道」，賭博、飲酒、女色都是人類生活偶爾的奢侈品，賭場與妓院已足以撐起他的產業，但吸毒卻足以毁掉人的一生，而且他供養的政客也不會支持他這樣做，決意不涉足毒品。但因此惹來索拉索的不滿，維托心知必有後患，召來布拉西，要求他假作不滿於教父而投入索拉索麾下，布拉西領命成為間諜。
索拉索買兇行刺維托，臨時充當司機兼保鏢的弗雷多驚慌失措，力不從心。維托因此身負重傷，險些送命，被迫住院休養。布拉西遭誘殺。湯姆遭索拉索軟禁，並被要求傳話以穏住桑尼。麥可急急趕回探視父親。桑尼推知裝病而臨時請假的正牌司機兼保鏢保利為內奸，假意溫言撫慰，實則殺機已動，由小頭目克雷曼沙清理門戶。克雷曼沙視人命如草芥，不動聲色的制裁了叛徒。
原本部署在醫院的警員竟全遭調走，此时不明殺手乘機再度行刺，被麥可識破，急電大哥桑尼。此時正好糕點師安索前來探病，麥可與安索兩人虛張聲勢，假裝是攜械的守衛，殺手只好悻悻然離去。早被索拉索收买的警察队长麦考斯基随后率眾赶到。他不顾同僚劝阻，执意要把麦克带回审问。麦克质问麦考斯基收了索洛索多少钱来陷害教父，惹得麦考斯基恼羞成怒，直接朝他脸上揮了一拳。汤姆带着私家侦探及时赶到，警告麦考斯基將對此诉诸法律。麦考斯基这才同意放了麦克，并带手下离开。
失去教父及幫中第一殺手的柯里昂家族也因之失去白道的支持，與鎮壓敵對黑道勢力的力量。麥可親見家族傾覆的危機，逐漸涉入家族事業中的黑暗面。桑尼等成員覺得驚異而有趣。
由於麥可此前从未參與家族事務，屬於「平民」，但又是維托的愛子，因此成為唯一具代表性又能為對方接受的談判對象。麥可在說服桑尼等人之後，決定約索拉索和麥考斯基會談，假意求和，實則經由克雷曼沙訓練後，刺殺二人。未曾真正涉足黑道的麥可成事後力求鎮定，實則色厲內荏，將克雷曼沙的教誨忘得一乾二淨。
由於美國黑幫中非常忌諱殺害警員，柯里昂家族依先前規劃派遣記者在報端抖出麥考斯基的劣行，以求將「殺警」的影響減到最低。桑尼等對道上其他勢力開戰，掀起腥風血雨。弗雷多則被安排到拉斯維加斯，與賭場大亨莫·格林合作。以涉足博弈事業為由，暫避鋒頭。而麥可槍殺二人後，依兄長安排，拋下美國的一切，逃回老家西西里去避風頭。女友凱伊想要連絡麥可，但柯里昂家族必須維護「麥可不知所踪」的表象，兩人從此斷了連繫。實則麥可在老家邂逅了美麗的女孩阿波羅妮亞，並發揮談判長才，軟硬兼施，對女孩之父自曝身世。言詞恭敬之餘暗藏人身安危，終取得同意與其女交往，進而相戀成婚。卻也令身旁一心想求發展的保鏢知其真實身份，埋下不幸的種子。
卡洛一心參與家族內部事務，但各人謹記教父的交代：讓夫妻倆「過得好，但摒除於家族生意之外」。主要由執掌大權的桑尼進行壓制。自覺不如意的卡洛對老婆施暴，遭桑尼當街痛打羞辱。之後卡洛雖不敢再動手，卻轉為精神虐待。
1948年，紐約黑幫為爭地盤互相廝殺，桑尼乘機殺了菲立浦·塔塔基利亞之子布諾·塔塔基利亞，又由於妹妹被夫婿家暴，桑尼在接到妹妹打來的哭訴電話後，怒氣沖沖地獨自前往妹妹家，卻中了敵人設好的圈套，遭亂槍掃射而亡。葬儀社老闆包納薩拉為了償還「人情」，受召連夜將桑尼體無完膚的遺體化妝成一如往昔。遠在西西里的麥可，也因為其柯里昂家族成员的身份而被對手盯上，貼身保鑣被敵人買通。麥可的義大利嬌妻，更因此成為他的替死鬼，在麥可面前被炸死於車內。嬌妻與兄長的慘死，给麥可带来巨大的刺激，麥可知道他的一生除了江湖之外，恐怕再無其他选择，因此麥可接受了父親的召喚，回到美國，接手家族事業，也娶了一直苦候郎君的原女友凱伊。
老教父維托見苦心栽培的長子桑尼已然慘死，而次子弗雷多庸碌無為，無力接手家族事業，於是打算讓幼子麥可接手，自己則提前退位。維托先與黑手黨五大家族召開会议，軟硬兼施，既對五大家族大幅讓步，又承諾不再追究桑尼之死，並矢言保護幼子，以換取各方停止報復的承諾，才讓麥可返美，将教父之位禪讓予麥可。麥可認為紐約無利可圖，打算在半年內放棄紐約，遷都新興的拉斯維加斯，改以大飯店、觀光賭場為主要生意。麥可向柯里昂家族的合夥人莫·格林提出收購股分的要求，卻與对方不歡而散。弗雷多害怕家人得罪大亨，為格林說了幾句話，遭麥可斥責為胳膊向外彎。
麥可接位後，遭其他家族看低，又受限於老教父承諾過的讓步，版圖逐漸萎縮。克雷曼沙及泰西歐等小頭目請求老教父重出江湖壓住陣腳，否則要自立門戶。老教父卻婉拒並堅定支持在任的麥可。麥可則對在場諸人承諾，在家族半年後遷至拉斯維加斯後，留在紐約的地盤將由二人繼承。而將卡洛視為左右手。
老教父維托與麥可促膝長談，說自己一心想栽培幼子在正道上發展，希望他進入政界，但天不從人願。並稱在黑手黨委員會開會時，察覺到長子桑尼之死，極有可能是五大家族之一巴西尼家族所為，於是叮囑麥可，若家族中有人通知他「巴西尼要會面」，那么此人就一定是叛徒。麥可也保證老教父在委員會上維護和平絕不率先開戰的承諾不會被打破。為老教父身後的大掃蕩留下伏筆。
不久，維托與孫子安東尼在花園嬉戲時，突然因心臟衰竭而去世。在告別式上，五大家族的人車馬輻輳，冠蓋雲集，黑白兩道爭相趨附巴西尼，似將由他接手統領江湖。而當麥可會同湯姆對眾人察言觀色之時，心腹泰西歐前來通知，巴西尼要與麥可開會，於是麥可得知泰西歐是叛徒。
在康妮新生子的洗禮上，麥可成為其教父，卻已安排要一併肅清所有家族敵人。屠殺式報復與教堂內的宗教儀式同時進行。麥可面無表情的向神父承諾自己篤信三位一體與羅馬公教，棄絕「撒旦的罪行」，手下大規模的刺殺行動卻也同時發動，包括：
- 五大黑幫家族之一史特基家族首領——安東尼·史特基，與貼身護衛從電梯出來時，遭封住去路的克雷曼沙刺殺身亡。
- 五大黑幫家族之一克里安諾家族首領——歐提里歐·克里安諾，離開旅館時被困在旋轉門中，遭威利·奇奇槍殺。
- 五大黑幫家族之一塔塔基利亞家族首領——菲立浦·塔塔基利亞，與一名女人在旅館做愛時，雙雙遭破門而入的羅可（Rocco）與另一名殺手亂槍打死。
- 拉斯維加斯旅館大亨莫·格林，在自家旅館按摩時，被槍射入右眼而死。
- 五大黑幫家族之一巴西尼家族首领——艾米立歐·巴西尼——也是殺害桑尼的幕後元兇——在法院前與司機同遭假扮警員的艾爾·奈瑞（Al Neri）槍擊追殺而死。

儀式結束後，敵人盡殲。無論在家族中或道上，麥可都是名符其實的教父。他最後也處決了家族叛徒泰西歐與妹夫卡洛。麥可經由手下傳話，突然改變與泰西歐安排好的行程，而在場的湯姆一副置身事外的態度。被繳械泰西歐向海根求情不成，於是要求向麥可傳話，解說並非私人恩怨，實是「生意」所需。其類似交代遺言的態度，暗示一去不回的結局，而他也平靜地接受了自己的命運。卡洛急著打電話求救無果，麥可卻出現在他面前。他哄騙卡洛坦白從寬，讓其退出家族事業，去拉斯维加斯享清福。於是卡洛承認了與巴西尼串通殺害桑尼的事实。但卡洛自白並登車後，卻遭後座的克雷曼沙縊死，麥可的新任教父地位自此穩固。最後麥可領悟到重要的一點，投敵者就算是親人，也絕對殺無赦。
凱伊質問麥可是否殺了自己妹夫。麥可原先不願多談，受逼不過後矢口否認。凱伊鬆一口氣之餘，卻見麥可在門內接受眾人的吻手禮。手下關上辦公室的門，分隔麥可夫妻，間接暗示了兩人漸行漸遠，麥可邁向了與先前截然不同的人生。
在另一種結局中，凱伊在教堂中為麥可點燭祈福。閃亮的燭焰之外，背景是一片漆黑。

## 演員
- 马龙·白兰度飾演维托·柯里昂，柯里昂家族的當家，西西里裔美國人，娶了卡梅拉·柯里昂，育有桑尼、弗雷多、麥克和康妮，還有一名義子湯姆。
- 艾爾·帕西諾飾演麥克·柯里昂，维托的第四個小孩[5]，第三個兒子，第二次世界大戰中由於日軍偷襲珍珠港，憤而從軍，成為美國海軍陸戰隊軍官，是家族中唯一從大學畢業的成員，最初遠離江湖，在一連串的事件後，決意協助父親，繼承家業，從家族的幼子、唯一的書生，繼任為無情的黑手黨教父，是電影的主要角色。
- 詹姆斯·肯恩飾演圣提诺·“桑尼”·柯里昂，维托的长子，生性急躁鲁莽，作为二當家，他是柯里昂家族的儲君。
- 罗伯特·杜瓦尔飾演湯姆·黑根，维托的義子，屬於家族的外圍，是家族的律師和軍師，與柯里昂家族不同，湯姆是德裔和爱爾蘭裔的混血。
- 黛安·基顿饰演凯伊·亚当斯-柯里昂，麥克的女友，是華斯普裔（WASP），后成为迈克尔第二任妻子，生有两个孩子。
- 约翰·卡佐尔饰演弗雷德里克·“弗雷多”·柯里昂，维托的次子，性格庸懦，也不太机灵，被认为是柯里昂兄弟中最软弱的一个。
- 塔利亚·夏尔饰演康斯坦齐亚·“康妮”·柯里昂，柯里昂家族第三個孩子[6]和唯一的女儿，她的婚宴是电影的序幕。
- 吉亚尼·卢索饰演卡洛·瑞兹，原是桑尼的朋友，是桑尼介绍给康妮，後成為康妮的丈夫，長時間對康妮施以家暴，最终叛变倒向巴西尼家族。
- 理查·卡斯特拉诺饰演彼得·克雷曼沙，柯里昂家族的副頭目，是维托·柯里昂和泰西欧的老朋友；外表和藹可親，實際上是殺人如麻的笑面殺手。
- 阿贝·维高达饰演萨尔瓦托雷·泰西欧，柯里昂家族的第二個副頭目，是维托·柯里昂和彼得·克雷曼沙的老朋友。
- 艾尔·勒提埃里饰演维吉尔·索拉索，因其鼻子的輪廓似土耳其Kilij弯刀，绰号“土耳其人”，海洛英毒贩，他想要通过维托·柯里昂的政治关系，同时寻找金融投资以及对塔塔基利亚家族毒品生意的保护。
- 斯特林·海登饰演马克·麦考斯基，纽约市警察局的一名腐败警察队长，與索拉索合作。
- 兰尼·蒙塔纳饰演卢卡·布拉西，效忠维托·柯里昂黑帮杀手：其看似笨拙遲鈍，處事一板一眼，被稱為「不被任何人阻止的可怕殺手」。
- 理查德·孔特饰演艾米利奥·巴西尼，巴西尼家族的當家。
- 艾尔·马蒂诺饰演约翰尼·冯塔纳，维托的教子，一位举世闻名的歌手，该角色原型为弗兰克·西纳特拉。
- 约翰·马雷 饰演杰克·沃尔茨，一位有权有势的好莱坞制片人。
- 亚历克斯·罗科饰演莫·格林，一位柯里昂家族长期的合伙人，拥有拉斯维加斯宾馆，该角色原型为本杰明·西格尔。
- 莫加娜·金饰演卡梅拉·柯里昂，维托的妻子。
- 萨尔瓦托雷·科尔西托饰演亚美利哥·包纳萨拉，一位葬儀社老板，在最开场时因为自己女儿被两个男孩强奸未遂而打成重傷，请求维托·柯里昂協助复仇。
- 克拉多·加伊帕饰演唐·托马西诺，维托·柯里昂的意大利老友，为迈克尔逃到西西里时提供庇护。
- 弗朗哥·希提饰演卡洛，迈克尔在西西里时的保镖之一。
- 安杰洛·因范蒂饰演法布里奇奥，迈克尔在西西里时的保镖之一，他帮助准备了针对迈克尔的刺杀，结果誤殺了阿波罗妮亚。
- 约翰尼·马蒂诺饰演保利·加托，彼得·克雷曼沙的部下，维托·柯里昂的司机，参与了针对维托的刺杀。
- 维克托·伦迪纳饰演菲利普·塔塔基利亚，塔塔基利亚家族的當家。
- 托尼·乔治奥饰演布鲁诺·塔塔基利亚，菲利普·塔塔基利亚的儿子和家族的二當家，桑尼·柯里昂暗杀了他以报复维托·柯里昂的遇刺。
- 西莫内塔·斯特凡内利饰演阿波罗妮亚·维特利-柯里昂，迈克尔在西西里島遇到的美少女，后与迈克尔在西西里结婚，在一场针对迈克尔的刺杀中遭到池魚之殃而成為替死鬼。
- 鲁迪·邦德饰演克里安諾阁下，纽约克里安諾家族的當家。
- 路易斯·古斯饰演史特基阁下，底特律史特基家族的當家。
- 汤姆·罗斯奎饰演罗科·兰波内，彼得·克雷曼沙属下的士兵，最终成为柯里昂家族的副頭目。
- 乔伊·斯皮内尔饰演威利·奇奇，柯里昂家族的士兵。
- 理查德·布莱特饰演艾尔·奈里，迈克尔·柯里昂的私人保镖和职业杀手，個性沉默寡言，手段兇殘。
- 朱丽叶·格雷格饰演桑德拉·柯里昂，桑尼的妻子，与桑尼生有四个孩子。
- 珍妮·利内罗饰演露西·曼西尼，桑尼的情妇。
- 索菲亚·科波拉饰演婴儿迈克尔·弗朗西斯·瑞兹，康妮與卡洛之子，迈克尔·柯里昂的外甥和教子。

## 製作

### 柯波拉與派拉蒙

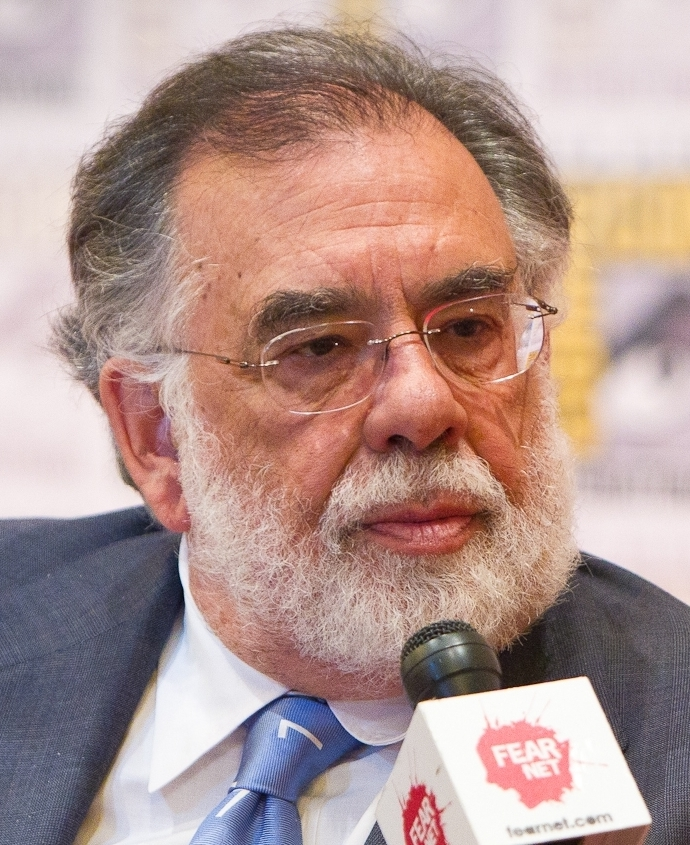
導演法蘭西斯·柯波拉

法蘭西斯·柯波拉最初並非派拉蒙的第一選擇，其他至少有兩位導演是派拉蒙的首選。意大利導演塞吉歐·李昂尼也有受到派拉蒙的邀請，但是他對於這部歌頌黑手黨的影片沒有興趣。（他之後執導他唯一的黑幫電影《四海兄弟》，是描述美國猶太人幫派的故事。）而根據當時派拉蒙總裁羅伯特·埃文斯的說法，柯波拉在最初也並非想接下執導工作，同樣也深怕著讚揚黑手黨與暴力的效應。另一方面，艾文也獨鍾義大利裔的美國導演接掌工作，主要是因過去非義大利裔的美國導演所作的黑手黨電影票房都很慘淡，也因此，艾文希望觀眾能夠看電影像「吃義大利麵」。當柯波拉想到可將影片隱喻美式資本主義時，他決定爭取執導工作。在當時，柯波拉曾執導過8部影片，其中最著名的為改編自舞臺音樂劇的《彩虹柚子》，而柯波拉也曾因與人合編《巴頓將軍》獲得奧斯卡獎。柯波拉在當時也欠債40萬美元，主因是他監製的喬治·盧卡斯影片《五百年後》超出華納兄弟提供的預算所致。最後柯波拉在盧卡斯的建議下，接掌《教父》執導工作。
柯波拉與派拉蒙影業之間也有嚴重衝突，而柯波拉甚至差點被換掉。派拉蒙認為製作開始時不順利，但是柯波拉卻認為首周製作相當順利。派拉蒙認為柯波拉都無法按照進度，頻頻發生製作上與選角的失誤，徒增不必要的開銷。柯波拉在DVD的語音記事說過，他當時籠罩在替換導演的陰影下，儘管當時也極大的壓力，他還是堅持他的決定，並且設法避免被替換。
派拉蒙在當時製作也面臨財務危機，只能將《教父》作為孤注一擲，期望能重振派拉蒙影業，因此柯波拉也面臨了相當大的壓力。他們希望《教父》為廣大觀眾接受，並且要求柯波拉增加多一點刺激場面。而柯波拉也只好增加一些暴力場面，來滿足派拉蒙的期待。

### 選角
柯波拉在選角方面與派拉蒙又有些牴觸，其中以馬龍·白蘭度所飾演的維托·柯里昂為最。派拉蒙最初是希望勞倫斯·奧利佛擔任此角（後以健康問題拒絕），並且不希望由白蘭度飾演，主要鑒於白蘭度近期拍戲上的困難。一名派拉蒙高層提議由丹尼·湯瑪斯擔任，因為維托這個角色相當愛家，也因為這個觀點，當時的派拉蒙高層甚至說「馬龍·白蘭度永遠不會在這部電影出現。」後來在一番懇求游說後，柯波拉才被允許讓白蘭度擔任此角色，但是白蘭度必須接受比自己之前片酬還低的價錢、螢幕試鏡，以及全面配合不得延誤製作進度。白蘭度最後在試鏡上脫穎而出，並且在隔年奧斯卡獲得最佳男主角獎，但是他為了抗議美國政府對待印第安人不公而拒絕領獎。
派拉蒙最初希望勞勃·瑞福或雷恩·歐尼爾擔任麥可·柯里昂的角色，但是柯波拉想找個看起來像義大利人的美國人擔任此角，也因此艾爾·帕西諾獲得了柯波拉的青睞。帕西諾在此時並不出名，他在先前只演過兩部小影片，也因此派拉蒙影業並不認為他適合這個角色，而主因更是因為帕西諾的身高並不高（5呎7吋，約170公分）。後來在柯波拉威脅退出劇組的情況下，帕西諾才得以獲得演出角色的機會。其他如傑克·尼克遜、達斯汀·霍夫曼、華倫·比提、馬丁·辛、詹姆斯·肯恩都有參加試鏡。艾維斯·普里斯萊（貓王）對麥可這角色也有興趣，但是並沒有參加試鏡。
其他角色甄選的部分，布魯斯·鄧、保羅·紐曼、史提夫·麥昆曾被認為是適合湯姆·哈金的角色，但是最終由勞勃·杜瓦擔任；席維斯·史特龍曾徵選卡洛·瑞茲和保利·蓋托（Paulie Gatto）的角色；安東尼·柏金斯則曾爭取桑尼的角色；米亞·法羅則參加凱伊角色的徵選。威廉·迪凡曾被視為是莫·格林的人選；馬里奧·阿多夫也曾爭取一個角色的演出。在當時不甚出名的勞勃·狄·尼洛，也曾參加麥可、桑尼、卡洛、保利的角色試鏡，他原本被選為保利的人選，但柯波拉與將他和《The Gang That Couldn't Shoot Straight》中的艾爾·帕西諾交換，而狄·尼洛在《教父2》演出年輕的維托·柯里昂，藉由此角獲得奧斯卡最佳男配角獎。
在另一範圍上，《教父》與柯波拉家族也有相當的淵源。柯波拉的父親卡明·柯波拉，一生中曾擔任指揮家、作曲家，也為本片寫了一些配樂，甚至在片中擔任鋼琴師，而卡明的妻子也曾擔任片中的臨時演員。柯波拉的妹妹泰莉亞·雪爾飾演康妮·柯里昂，而柯波拉的新生女嬰蘇菲亞·柯波拉甚至飾演康妮的新生兒子；演員大衛·馬密說：「當我知道站在我面前的蘇菲亞，是二十年前第一集中的小嬰兒，我突然有一種毛骨悚然之感」。柯波拉也讓他的兒子們飾演湯姆·哈金的兩個兒子，分別出現在桑尼揍卡洛的現場，與維托葬禮的鏡頭中。

### 拍攝
大多數的拍攝行程主要是1971年3月29日至同年的8月6日，雖然有一幕帕西諾與基頓的戲是在秋天拍攝，但是總計77天的拍攝日還是少於公司原先預估的83日。
拍攝地點主要是在紐約以及其他的地方，紐約第五大道上已經關閉的「Best & Company」被裝成帕西諾與基頓聖誕節購物的商店。洛杉磯則不只一個地方被拍攝（主要是好萊塢製作人傑克·華爾斯的戲），其中有一幕帕西諾與基頓則是在加州羅斯拍攝。另外的外景包括拍攝西西里風景的Savoca與Forza d'Agrò小村莊。內景則是在紐約的Filmways影業攝影棚拍攝。
電影的第一個令人震驚的畫面，也就是「沃爾茨發現自己的種馬頭顱被放在床上」，引來了動物保育人士的抨擊。柯波拉後來澄清片中的馬頭，來自於一家狗食工廠製造馬肉罐頭所剩下的，劇組並沒有特地殺馬。這段鏡頭則是在紐約華盛頓港拍攝。
小說中，沃爾茨是一個有戀童癖的老人，是藉由湯姆走出沃爾茨的房間時，看到一名年輕女孩哭而發覺的。這段鏡頭電影被剪下，但是DVD中有收錄。
《教父》電影開始的鏡頭，也就是葬儀社老闆包納薩拉（Bonasera）向教父請求委託的鏡頭，其中使用了連續變焦攝影鏡頭。這段維持約3分鐘的特別鏡頭，是由湯尼·卡普（Tony Karp）設計的電腦控制連續變焦攝影鏡頭所拍攝的。

### 配樂爭議
《教父》配樂師尼諾·羅塔的配樂在當年最初雖被提名奧斯卡最佳原創配樂獎，但是最後卻被取消資格。原因在於羅塔曾使用他在愛德華多·迪·菲利波的喜劇作品《無憂無慮的女孩》（Fortunella）所寫的主題曲作為《教父》的主題曲，即使在那部喜劇中的主題曲是輕快斷奏的，但是旋律與教父的主題曲無異，也因此《教父》的配樂無法獲得奧斯卡的肯定。怪異的是，1974年的《教父2》同樣採取《教父》的主題配樂，但是卻獲得了當年的最佳配樂獎。

### 軼聞
裹在製作人棉被裡的馬頭並非模型，而是真貨。當時的技術做不出幾可亂真的馬頭。此舉曾遭愛護動物組織譴責為濫殺。不過製片方說明，那是狗糧工廠用剩的料件，並沒有刻意為拍片而殺生。

## 評價
《教父》一片一直廣獲全球影評的讚賞以及大眾公認的影史經典，被認為可能是史上最棒的電影。美國影評網站爛番茄根据84篇評論得出99%的新鮮度。《娛樂週刊》的投票中，《教父》同樣被認為是影史最棒的影片。《教父》目前還是AFI百年百大系列最新版本的亞軍，僅次於《公民凯恩》後，最初的版本則為季軍，位於《北非諜影》後。而在2008年6月，AFI又票選了美國影史10種類型電影的前10名，《教父》一片經由1500名以上的成員票選後，成為幫派電影的冠軍。
2002年，英國雜誌《Sight & Sound》舉辦的國際影評投票中，《教父》獲選為影史優秀影片第四名。《教父》與《教父2》同樣被美國國家影片登記部典藏，不過教父三部曲的最終曲《教父3》並未被收錄。
配樂方面，尼諾·羅塔所創的主題曲─（Speak Softly Love）同樣也廣為人讚賞，並且在後世常為人所使用。
《教父》同樣在票房上也取得成功，打破當時其他影片的票房紀錄。開幕首週，《教父》有$5,264,402的票房收入，並且在下映後一共賺進$81,500,000的收入，是其預算及行銷活動費用的14倍之多。後來在重新上映後，票房收入提高到1億3400萬美元。
名導演史丹利·庫柏力克認為《教父》可能是影史最棒的影片，而其陣容也無庸置疑的出色。

## 獎項
《教父》亦在當年奧斯卡金像獎上大放異彩，獲得11項提名後拿回最佳影片、最佳男主角獎與最佳改編劇本獎。其他的八項提名包括詹姆斯·肯恩、勞勃·杜瓦、艾爾·帕西諾分別獲得最佳男配角獎提名、最佳導演、最佳服裝設計、最佳剪輯、最佳原創配樂、最佳混音。另外本片同樣也獲得了5項金球獎、1項葛萊美獎及其他大大小小的獎項。
馬龍·白蘭度雖以《教父》獲得奧斯卡最佳男主角獎，但他不滿當時美國電影產業對印地安人的歧視態度，拒絕出席領獎，讓印地安原住民演員薩切恩·利特費爾瑟（Sacheen Littlefeather）上台替他致詞，薩切恩卻被噓下台，薩切恩在頒獎典禮的致詞被視為電視典禮轉播上第一個政治聲明。

## 發行
《教父》於1972年3月15日於美國上映，海外地區上映時間如下： 
| 國家／地區 | 上映日期                 |
| ---------- | ------------------------ |
| 日本       | 1972年7月15日            |
| 西德       | 1972年8月24日            |
| 義大利     | 1972年9月14日            |
| 阿根廷     | 1972年9月20日            |
| 瑞典       | 1972年9月27日            |
| 芬兰       | 1972年9月29日            |
| 挪威       | 1972年10月16日（奧斯陸） |
| 法國       | 1972年10月18日           |
|            | 1972年11月2日            |
| 荷蘭       | 1973年1月18日            |
| 英屬香港   | 1973年10月11日           |
| 臺灣       | 1975年                   |

### 各地电影分级制度
| 國家／地區             | 級別 |
| ---------------------- | ---- |
| 阿根廷                 | PG   |
|                        | PG   |
| 奥地利                 | 15   |
| 比利时                 | PG   |
| 巴西                   | 12   |
| 加拿大不列颠哥伦比亚   | 11   |
| 加拿大艾伯塔           | 12+  |
| 加拿大曼尼托巴         | PA   |
| 加拿大安大略           | AA   |
| 加拿大(大西洋沿岸省份) | 15   |
| 加拿大魁北克           | 13+  |
| 加拿大(Home Video)     | 18   |
| 智利                   | 18   |
| 哥伦比亚               | 18   |
| 丹麦                   | 15   |
| 芬兰                   | K-15 |
| 法國                   | -12  |
| 西德                   | 16   |
| 英屬香港               | IIB  |
| 冰島                   | 16   |
| 印度                   | 11   |
| 以色列                 | PG   |
| 義大利                 | M14  |
| 日本                   | R-12 |
| 马来西亚               | 18   |
| 墨西哥                 | C    |
| 荷蘭                   | 9+   |
| 新西兰                 | R18  |
| 挪威                   | 15   |
| 帛琉                   | 15   |
| 波蘭                   | PG   |
| 葡萄牙                 | M/18 |
| 新加坡                 | M18  |
|                        | 15   |
| 西班牙                 | 13   |
| 瑞典                   | 15   |
| 臺灣                   | PG   |
| 英国                   | 18   |
| 美国                   | R    |

### DVD
2008年9月23日，派拉蒙影業將會發行《教父》系列三部曲完整收藏版（The Godfather: The Coppola Restoration Collection）的Blu-ray Disc與DVD，這次最新的版本將會收錄先前發行DVD的內容以及其他更完整的花絮。Blu-ray Disc的版本將會有4片光碟，DVD版本則會有5片。
幕後花絮除了收錄先前發行的DVD版本內原先有的外，其他還有一連串的額外內容，將會在全新的版本中呈現：

| - Godfather World - The Masterpiece That Almost Wasn't - …when the shooting stopped - Emulsional Rescue Revealing The Godfather - The Godfather on the Red Carpet | - Four Short Films on The Godfather - The Godfather vs. The Godfather, Part II - Cannoli - Riffing on the Riffing - Clemenza |

《教父》最初是在2001年10月9日所發行的教父三部曲典藏版DVD內收錄，其中包括三部曲以及導演法蘭西斯·柯波拉的訪談、幕後花絮（The Godfather Family: A Look Inside）、紀錄片、刪除片段等。其他也包括（Francis Coppola's Notebook），內容描述著柯波拉拍攝期間隨身攜帶筆記本的內容；攝影鏡頭的掌控、尼諾·羅塔與卡明·柯波拉的配樂。或者是影片內柯里昂家族的谱系、時間走向，甚至是奧斯卡獎上的得獎感言。

### 原聲帶
《教父》的配樂由尼諾·羅塔負責主要配樂，卡明·柯波拉則輔助配樂的工作。《教父》的配樂一直廣為人讚賞與喜愛，主題曲（The Godfather Waltz）與配樂（Love Theme From The Godfather）都是家喻戶曉的經典名曲，後世一直廣為使用與流傳。

#### 曲目
1. （Main Title）– 3:04
2. （I Have But One Heart）– 2:57
3. （The Pickup）– 2:56
4. （Connie's Wedding）（卡明·柯波拉）– 1:33
5. （The Halls Of Fear）– 2:12
6. （Sicilian Pastorale）– 3:01
7. （Love Theme From The Godfather）（Speak Softly Love）– 2:41
8. （The Godfather Waltz）– 3:38
9. （Apollonia）– 1:21
10. （The New Godfather）– 1:58
11. （The Baptism）– 1:49
12. （The Godfather Finale）– 3:50

### 電玩遊戲
2006年，美商藝電首先發布了教父的遊戲版本。馬龍·白蘭度在去世之前的配音因為與過去落差太大，改由另一個相似聲音取代。其他演員如詹姆斯·肯恩、勞勃·杜瓦、艾巴·維戈達等都有配音，唯艾爾·帕西諾並未配音，原因在於帕西諾已經將他的聲音使用權賣給另一款遊戲。

## 相关书籍
- Block, Alex Ben; Wilson, Lucy Autrey. . New York, New York: HarperCollins. 2010. ISBN 978-0-06-177889-6.

## 外部連結
- 互联网电影数据库（IMDb）上《教父》的资料（英文）
- 《教父（页面存档备份，存于）》在Filmsite.org（英文）
- Godfather Films（页面存档备份，存于）
- The Godfather Trilogy（页面存档备份，存于）
- 開眼電影網上《教父I》的資料（繁體中文）
- 豆瓣电影上《教父》的資料 （简体中文）
- 时光网上《教父》的資料（简体中文）
- AllMovie上《教父》的资料（英文）
- 爛番茄上《教父》的資料（英文）
- Box Office Mojo上《教父》的資料（英文）
- TCM电影资料库上《教父》的资料（英文）
- Metacritic上《教父》的資料（英文）
- 教父的Instagram帳戶